# ハイバーニア油田
ハイバーニア油田（ハイバーニアゆでん、Hibernia oil field）は、カナダ・ニューファンドランド島東方の大西洋上に位置する海底油田。
ニューファンドランド島からは約315kmの沖合いのグランドバンクの東端部に位置し、南東方向にはテラ・ノヴァ油田がある。水深は約80m。
1979年に発見されており、貯油層はジュラ系から白亜系の砂岩で、深度約3,800m。可採埋蔵量は16.3億バレルと推測され、生産開始は1997年11月。重力着底型構造の石油プラットフォームが設置されており、2007年は日産13万5千バレル。産出した石油は、石油タンカーにより搬出される。当該海域は、氷山が出現することもあり、衝突に備え、構造強度が強化されており、外壁も凹凸の多い形状となっている。